# Trichechus
A Trichechus a tengeritehenek (Sirenia) rendjébe, azon belül a manátuszfélék (Trichechidae) családjába tartozó egyetlen élő nem.

## Fajok
- törpemanátusz (Trichechus bernhardi) – Amazonas-medence
- dél-amerikai manátusz (Trichechus inunguis) – Dél-Amerika, Amazonas-medence
- karibi manátusz (Trichechus manatus) – Karib-térség, Dél-Amerika északi partvidéke
- afrikai manátusz (Trichechus senegalensis) – Nyugat-Afrika